# Cisaris takagii
Cisaris takagii là một loài tò vò trong họ Ichneumonidae.